# Adi Osterried
Adi Osterried (1940) è un ex sciatore alpino tedesco che gareggiò per la nazionale tedesca occidentale.

## Biografia
Sciatore polivalente originario di Pfronten, Adi Osterried debuttò in campo internazionale in occasione del Criterium de la première neige 1960 (Val-d'Isère, 16-18 dicembre), dove si classificò 53º nella discesa libera, 34º nello slalom speciale e 33º nella combinata; nel 1965 vinse il titolo nazionale nello slalom gigante e nella combinata. Disputò le sue ultime gare internazionali al trofeo Arlberg-Kandahar 1966 (Mürren, 11-13 marzo); non prese parte a rassegne olimpiche o iridate.

## Palmarès

### Campionati tedeschi
- 2 ori (slalom gigante, combinata nel 1965[3])[5]
- 1 bronzo (dati parziali: slalom speciale nel 1965[3])